# HD50620
HD50620 — хімічно пекулярна зоря спектрального класу
A3 й має видиму зоряну величину в смузі V приблизно  9,7.

## Пекулярний хімічний вміст
Зоряна атмосфера HD50620 має підвищений вміст 
Cr
.